# Alrik Kjellgren
Karl Alrik Kjellgren, född 20 april 1883 i Stockholm, död 16 september 1964, var en svensk kanslitjänsteman och skådespelare. Han var far till Ann-Mari Kjellgren och morfar till dramatikern Ture Rangström och biskop Caroline Krook.

## Biografi

### Dramatens elevskola och kollega med Frippe Fredrikson
Alrik Kjellgren studerade vid Dramatens elevskola 1900–1902, i samma årskull som den sedermera berömde Ivar Nilsson. Kjellgren var därefter premiärelev vid Dramatiska teatern (Dramaten) åren 1902–1903.
Dramatiska Teatern spelade då på Mindre teatern som låg på Östra Trädgårdsgatan (nuvarande Kungsträdgårdsgatan). Vid teatern fanns då den berömde aktören Nils Personne och andra storheter. Till och med Gustaf "Frippe" Fredrikson - som föddes 1832 - var ännu aktiv.
Kjellgren debuterade redan i september 1900 med rollen som En Knekt i Karin Månsdotter med Valborg Hansson i titelrollen.
Han spelade aldrig några framträdande roller under sina tre år på Dramaten men stod på scenen med de flesta av dåtidens berömda Dramatenskådespelare som August Palme, Hilda Borgström, Augusta Lindberg, Erland Wagner och Thecla Åhlander. Och han spelade även mot den ovan nämnde Gustaf "Frippe" Fredrikson som 1902 gjorde huvudrollen Olivier de Jalin i Alexandre Dumas den yngres komedi Le demi-monde, som på svenska hette Falska juveler (ibland även kallad Oäkta perlor). Kjellgrens insats med rollen som En tjenare kom härmed att gå till historien.
I april 1903 gjorde Kjellgren sin sista roll på Dramaten vid Mindre teatern som En groom i Giuseppe Giacosas italienska komedi Som blad för stormen, med några av dåtidens främsta skådespelare Harriet Bosse, Albion Örtengren, Valborg Hansson, Hilda Klefberg, Ivar Kåge och Ellen Borlander.

### En resande teaterskådespelare
Kjellgren försörjde sig - i likhet med många andra - under några år som skådespelare i olika resande teatersällskap. Han turnerade med Hjalmar Selanders sällskap 1904 och fick då återigen spela i Rostands pjäs Cyrano de Bergerac. Men han hade nu en större uppgift med de tre rollerna: Baron de Colignac, Bellerose och Tredje poeten. Direktör Selander själv gjorde Cyrano och hans berömda hustru Concordia Selander spelade Roxane.
I december samma år gjorde han Lill-Klas i Storklas och Lillklas av Gustaf af Geijerstam på turné med Karin Swanströms sällskap. Leopold Edin spelade då Stor-Klas. Den föreställningen hade också premiär på teatern i Härnösand. När Swanström ett drygt år senare satte upp Ludwig Fuldas lustspel Tvillingsystrarna gjorde han rollen som Barolomeo Valla. Den turnén hade premiär på Hälsingborgs teater i februari 1906.
Kjellgren återvände till den fina hovteatern i Helsingborg i december samma år med Julia Håkanssons sällskap när hon hade turnépremiär på Richard Voss skådespel Napoleon I.

### Strindberg och hans Intima Teater
Kjellgren tillhörde 1907–1910 ensemblen vid Strindbergs Intima Teater på Norra Bantorget, som leddes av teaterchefen August Falck.
Han anställdes som skådespelare och i november 1907 kreerade han Sonen i uruppförandet av Pelikanen med Fanny Falkner och Manda Björling, som alternerade som dottern. I december spelade han Lik-kusken i urpremiären på Brända tomten med Johan Ljungqvist som Färgarn och August Falck som Främlingen. Dramatenaktrisen Maria Schildknecht kreerade Fru Vesterlund.
Dagen före nyårsafton 1907 gjorde han Konditor Starck i urpremiären på Oväder med August Falck som Herrn, Manda Björling som Gerda och Anna Flygare som Louise. Därpå följde Bengtsson i Spöksonaten, Jonas Öhman i Bandet och sonen i Leka med elden, alla 1908. Han gjorde även Biktfadern i Herr Bengts hustru.
Innan året var slut spelade Kjellgren också den Unga konungen i Svanevit som gavs som gästspel på Örebro Teater, där sällskapet stannade en tid och in på våren 1909 framförde ett flertal pjäser.

### Intima teatern på Birger Jarlsgatan
När August Falck 1910 lämnade Strindbergs teater tog han med sig namnet Intima teatern till teatern på Birger Jarlsgatan och Alrik Kjellgren följde med. Han framträdde på hösten 1911 som Sagoberättaren i Emil Grandinsons uppsättning av Theodor Wolffs skådespel Det ingen vet, med den då kände Bror Olsson som Fursten och med Karin Molander, Tyra Dörum och den blivande Dramatenchefen Erik Wettergren i rollistan.
När Lars Hanson 1915 gjorde Djävulen i Ferenc Molnárs pjäs med samma namn så fanns Kjellgren med på scenen i den större birollen Andreas och han gjorde Silvert Tullsnok i Ludvig Holbergs komedi Den politiske kannstöparen när Oscar Bæckström spelade Herman von Bremen. Året därpå gjorde Kjellgren Doktor Wachler i Gerhart Hauptmanns skådespel Hannele med Doris Nelson och John Ekman i huvudrollerna.

### Djurgårdsteatern med Tollie Zellman
Kjellgren debuterade 1917 på Djurgårdsteatern med rollen som Klinger i August Blanches lustspel En födelsedag på gäldstugan med Josua Bengtson och Signe Lundberg i huvudrollerna.
Den populära Tollie Zellman var också på Djurgårdsteatern samtidigt med Alrik Kjellgren. I Cyril Harcourts komedi Fröken X Box 1742  gjorde hon sommaren 1919 en av sina paradroller som den kärlekstörstande Mabel Vere. I föreställningen fanns förutom Zellman och Kjellgren även de välkända aktörerna Elsa Carlsson och Semmy Friedmann.
När han 1925 för sista gången spelade på Djurgårdsteatern var det passande nog i en pjäs av August Strindberg: Gustaf III med Lars Hanson som Kungen. Nils Ekstam gjorde Armfeldt, Gabriel Alw var Pechlin, Semmy Friedmann spelade Horn, Hugo Björne Anckarström, Martin Ericson var Munch och Kjellgren själv Badin.
När den träbyggnad, där Djurgårdsteatern huserade, brann ner till grunden sommaren 1929 var Kjellgren redan anställd av staten som kanslitjänsteman.

### Tjänsteman och skådespelare på Kungliga teatern (Operan)
Efter att ha lämnat yrket som skådespelare på 1920-talet arbetade Alrik Kjellgren l drygt två decennier som tjänsteman vid kansliet på Kungliga teatern. Men om tillfälle gavs uppträdde han även på scen.
Kjellgren medverkade i två av operans uppsättningar. I januari 1927 satte dramatenregissören Olof Molander upp Henrik Ibsens skådespel Peer Gynt, med musik av Edward Grieg, på Kungliga teatern. I den svenska översättningen kallades stycket då för Per Gynt och titelrollen kreerades av Anders de Wahl. Vid det tillfället var inte Kjellgren med, men när uppsättningen i maj 1934 åter togs upp på repertoaren gjorde han rollen som Hussein. Som Per Gynt framträdde då Gösta Ekman medan Mor Åse gjordes av Karin Alexandersson. Den stora ensemblen bestod av både skådespelare och operasångare, däribland Karin Ekelund som Ingrid och sopranen Helga Görlin som Solveig. Begriffenfelt och Knappstöparen gjordes av Kjellgrens gamla kollegor Semmy Friedmann och Olof Sandborg medan smeden Aslak gjordes av barytonen Conny Molin. På scenen fanns också sopranen Hjördis Schymberg, mezzosopranen Göta Allard, barytonen Sven d'Ailly och tenoren Oscar Ralf. Margit Manstad gjorde den Grönklädda och dirigent var Nils Grevillius. Kjellgren medverkade i fjorton föreställningar till och med augusti samma år.
I april 1943 gjordes en ny iscensättning av Per Gynt, denna gång signerad regissören Per Lindberg, som studerat för Max Reinhardt i Berlin. Den nya uppsättningen framfördes dock i Gustaf af Geijerstams översättning från 1892.
Alrik Kjellgren som bara åtta dagar efter premiären fyllde 60 år repriserade sin roll som Hussein där nu yrkesbeteckningen Minister lagts till i rollistan. Det var Naima Wifstrand som gjorde Mor Åse medan Per Gynt spelades av den norske skådespelaren Hans Jacob Nilsen, som tidigare samma år hade gjort Hamlet på turné med Riksteatern.
Kjellgren hade många nya kollegor på scenen men Helga Görlin återkom som Solveig och även Göta Allard som en av Säterjäntorna. Gösta Björling, Arne Wirén, Sven Magnusson och Inez Köhler omgav Benna Lemon-Brundin som Ingrid och Gurli Lemon-Bernhard som Den grönklädda. Som Knappstöparen framträdde den 75-årige Carl Deurell, som när han 1958 fyllde 90 år var Sveriges äldste ännu aktive skådespelare.
Den 18 maj 1943 gjordes den nionde och sista föreställningen av Per Gynt med Kjellgren som Minister Hussein.

### I Gamla stan med Vera Siöcrona och Intima Teaterns 40-årsjubileum
1945 öppnades Morten Trotzigs gränd i Gamla stan, efter att ha varit stäng i hundra år, och i samband med det anordnade journalisten Vera Siöcrona en föreställning på Junotäppan där Alrik Kjellgren läste dikter av Gustaf Fröding.
I november 1947 uppmärksammade AB Radiotjänst (från 1957 SR) med ett minnesinslag att Strindbergs Intima teater fyllde 40 år. Då medverkade sex av de skådespelare som var verksamma vid teatern öppnandet 1907: Manda Björling, Anna Flygare, Karin Alexandersson, Nils Johannisson, Gösta Gustafson och Alrik Kjellgren som berättade minnen från tiden vid Norra Bantorget.

### Regissör på Höglandsskolan
Alrik Kjellgren var 1952 i Höglandsskolan för att föreläsa om August Strindberg, när han kom i kontakt med skolans teaterförening, som han då genast engagerade sig i. Han fick uppdraget att bli deras regissör. Han medverkade själv i William Shakespeares Förväxlingar under sin tid på Dramatens elevskola och föreslog någon av dennes pjäser. Valet föll på En midsommarnattsdröm, som 1953 hade premiär i skolans aula med bland andra Maj-Britt Lindholm och Lennart Kollberg i rollerna. Den unge blivande operasångaren Claes-Håkan Ahnsjö gjorde här sin scendebut, som Väsen eller möjligen Älva.
Året därpå satte Kjellgren upp Molières komedi Den inbillade sjuke med den unge Lennart Kollberg som Argan. Föreställningen gavs även på utomhusscenen i Kungsträdgården.
Han satte åren därefter upp Strindbergs Svanevit och Brandon Thomas fars Charleys tant med ensemblen på läroverket.
Kjellgren undervisade också elever i sitt privata hem på Tyskbagargatan och brukade introducera de unga adepterna i litteraturens mästerverk, som Ibsens vandringsdrama Peer Gynt.

### Gäst på Dramaten och Munkbroteatern
Kjellgren spelade aldrig under sin tid som aktiv skådespelare i det då nya Dramatenhuset vid Nybroplan. Men i november 1954 gjorde han en senkommen debut med ett enstaka uppträdande i rollen som Nämndeman i Strindbergs Bandet. Pjäsen framfördes som en festföreställning i samband med Svenska Teaterförbundets 60-årsjubileum. Den regisserades av Rune Carlsten och bland de medverkande fanns Kjellgrens forne kollega Olof Sandborg men även Anders Henriksson, Holger Löwenadler, Jarl Kulle, Eva Dahlbeck, Birgitta Valberg och Gunnar Hellström. Som nämndemän medverkade förutom Kjellgren; Adolf Jahr, Ragnar Klange, Elof Ahrle, Arne Wirén och Allan Edwall.
År 1961 gjorde Kjellgren comeback på teaterscenen med rollen som Den gamle vaktmästaren i Lars Hofgårds uppsättning av Albert Camus drama Missförståndet, som spelades på Munkbroteatern i Gamla stan. På scenen fanns också Gudrun Östbye, Adèle Bellroth, Greta Stave och Jan Trägårdh.
Alrik Kjellgren är begravd på Norra begravningsplatsen utanför Stockholm.

## Teater

### Roller (ej komplett)
| År   | Roll                | Produktion                                                  | Regi                           | Teater           |
| ---- | ------------------- | ----------------------------------------------------------- | ------------------------------ | ---------------- |
| 1911 | En tjänare          | Renässans Holger Drachmann                                  | Knut Michaelson                | Intima teatern   |
| 1911 |                     | Det ingen vet Theodor Wolff                                 | Emil Grandinson                | Intima teatern   |
| 1911 |                     | Unge greven Knut Michaelson                                 | Knut Michaelson                | Intima teatern   |
| 1912 |                     | Aftonstjärnan Hjalmar Söderberg                             |                                | Intima teatern   |
| 1912 | Don Pedro de Hoyos  | Filip II Emile Verhaeren                                    | Knut Michaelson                | Intima teatern   |
| 1912 | Andrew McMinn       | Drönaren Rutherford Mayne                                   | Emil Grandinson                | Intima teatern   |
| 1912 |                     | En kvinna utan betydelse Oscar Wilde                        | Knut Michaelson Gustaf Collijn | Intima teatern   |
| 1913 | Ridges              | Eldskärmen Alfred Sutro                                     | Knut Michaelson                | Intima teatern   |
| 1913 | En åskådare Georges | Fästningen faller Sacha Guitry                              | Knut Michaelson                | Intima teatern   |
| 1913 | Dahlberg            | Aldrig i livet Gustaf af Geijerstam                         | Emil Grandinson                | Intima teatern   |
| 1913 | Alfred Calway       | Vildfåglar John Galsworthy                                  | Knut Michaelson                | Intima teatern   |
| 1913 | Nagel, skådespelare | Simpson och Delila Sven Lange                               | Emil Grandinson                | Intima teatern   |
| 1914 | Hoan                | Den skotska regnkragen Sacha Guitry                         | Knut Michaelson                | Intima teatern   |
| 1914 | Arnaud              | Jagad John Galsworthy                                       | Emil Grandinson                | Intima teatern   |
| 1914 | Kapten Rank         | Karlavagnen Tor Hedberg                                     | Einar Fröberg                  | Intima teatern   |
| 1914 | Potasse             | Boubouroche Georges Courteline                              | Einar Fröberg                  | Intima teatern   |
| 1914 | Gaos                | Undervattensbåten Svalan A Moureaux och J Perard            | Einar Fröberg                  | Intima teatern   |
| 1914 | Rawahu              | Arabia land Anna Maria Roos                                 |                                | Intima teatern   |
| 1915 | Alexis              | Attentatet Leo Birinski                                     | Emil Grandinson                | Intima teatern   |
| 1915 | Andreas             | Djävulen Ferenc Molnár                                      | Einar Fröberg                  | Intima teatern   |
| 1915 | Konditor Starck     | Oväder August Strindberg                                    | Mauritz Stiller                | Intima teatern   |
| 1915 | Konstad             | Kärleken till nästan Gunnar Heiberg                         | Emil Grandinson                | Intima teatern   |
| 1915 | Kleen               | Muntra fruarna i Windsor William Shakespeare                | Emil Grandinson                | Intima teatern   |
| 1915 | Sivert Tullsnok     | Den politiske kannstöparen Ludvig Holberg                   | Einar Fröberg                  | Intima teatern   |
| 1915 | Zinke               | Spader knekt Hans Overweg                                   | Einar Fröberg                  | Intima teatern   |
| 1915 | Frälsningssoldaten  | Erotik Gustav Wied                                          | Einar Fröberg                  | Intima teatern   |
| 1915 | Markis d'Argenson   | Pompadours triumf Adolf Paul                                | Einar Fröberg                  | Intima teatern   |
| 1915 | Arv                 | Julstugan Ludvig Holberg                                    | Einar Fröberg                  | Intima teatern   |
| 1916 | Gustav Badin        | Gustaf III August Strindberg                                | Einar Fröberg                  | Intima teatern   |
| 1916 | Benno Fröhlich      | Generalrepetition på ett dyrbart liv Harry Vosberg          | Albin Lavén                    | Intima teatern   |
| 1916 | Mads                | Prinsessan och hela världen Edgard Høyer                    | Einar Fröberg                  | Intima teatern   |
| 1916 | Trädgårdsmästaren   | Takrännan Gustaf Collijn                                    | Gustaf Collijn                 | Intima teatern   |
| 1916 | Thomas Diaforius    | Den inbillningssjuke Molière                                | Einar Fröberg                  | Intima teatern   |
| 1916 | Doktor Wachler      | Hannele Gerhart Hauptmann                                   | Einar Fröberg                  | Intima teatern   |
| 1917 | Berthel Molbo       | Stövlett-Kathrine Dikken von der Lyhe Zernichow             | Einar Fröberg                  | Intima teatern   |
| 1917 | Klinger             | En födelsedag på gäldstugan August Blanche                  | Einar Fröberg                  | Intima teatern   |
| 1917 | Sotaren/Julian      | Mästertjuven Tristan Bernard och Alfred Athis               | Einar Fröberg                  | Djurgårdsteatern |
| 1917 | Birnbaum            | Sorina Georg Kaiser                                         | Einar Fröberg                  | Intima teatern   |
| 1917 | En uppassare        | Socorros inackorderingar Miguel Ramos Carrión och Vital Aza | Einar Fröberg                  | Intima teatern   |
| 1917 | Greve Roon          | Adlig ungdom Algot Ruhe                                     | Rune Carlsten                  | Intima teatern   |
| 1917 | Kungen              | Prinsessans visa Anna Wahlenberg                            | Josua Bengtson                 | Intima teatern   |
| 1918 | Catesby             | Richard III William Shakespeare                             | Einar Fröberg                  | Intima teatern   |
| 1918 | Careless            | Skandalskolan Richard Brinsley Sheridan                     | Einar Fröberg                  | Intima teatern   |
| 1919 | Jens Ovesen         | Nöddebo prästgård Elith Reumert                             | Josua Bengtson                 | Intima teatern   |
| 1919 | Stenson             | En gammal ungkarls moral William J. Locke                   | Albert Ståhl                   | Intima teatern   |
| 1919 | Henry               | Den nya garnisonen Louis Angely och C.G. Etienne            | Josua Bengtson                 | Intima teatern   |
| 1920 | Poeten              | Barnsölet Ludvig Holberg                                    | Rune Carlsten                  | Intima teatern   |
| 1920 | Häradshövdingen V   | 2 X 2=5 Gustav Wied                                         |                                | Intima teatern   |
| 1921 | Dvärgen             | Himlens hemlighet Pär Lagerkvist                            | Einar Fröberg                  | Intima teatern   |

### Regi
| År   | Produktion                                     | Upphovsmän     | Teater                                   |
| ---- | ---------------------------------------------- | -------------- | ---------------------------------------- |
| 1936 | Herr Perrichons resa Le voyage de M. Perrichon | Eugene Labiche | Beskowska skolan Gästspel på Nya Teatern |